# Francesc Canet i Cuevas
Francesc Canet i Cuevas (Barcelona, 18 d'agost de 1950 – 9 de setembre de 2000) fou un productor d'espectacles, director tècnic de teatre, enginyer i figurant de teatre català.
Fill d'un fuster i una mestressa de casa d'Alcoi traslladats a Barcelona, fou el més petit de 4 germans. Als anys 60, es desplaçà a Tarragona per estudiar Enginyeria Tècnica Industrial en Màquines Elèctriques a la Universitat Laboral de Tarragona (actualment Universitat Rovira i Virgili), on entrà en contacte amb el món del teatre i les idees d'esquerres i democràtiques, i esdevingué Director Tècnic del Grup de Teatre i Estudis "Lluis Vives" i Director del Departament de Teatre de la Delegació Provincial de Cultura de Tarragona, on organitzà les tres primeres edicions de la Setmana de Teatre i lluità per incloure representacions teatrals independents, en català o amb contingut polític crític.
Als anys 80, amplià la seva activitat professional a obres efímeres, inauguracions, congressos, disseny de campanyes electorals i producció d'espectacles. Els anys 1982, 1986 i 1989 dissenyà escenaris per a mítings de campanya electoral del PSOE a tot Espanya, i simultàniament inicià l'activitat en actes de campanya i congressos pel PSC-PSOE i la UGT a Catalunya, i en el disseny de campanyes electorals per a Josep Lluís Núñez a les eleccions a la presidència Futbol Club Barcelona.